# Mikrosegregacja
Mikrosegregacja (segregacja dendrytyczna) – ograniczenie niejednorodności składu stopu do mikroobszarów. Powoduje pogorszenie się właściwości odlewu o jednorodnym składzie. Zwykle jest efektem tworzenia się  dendrytów podczas krystalizacji. Mikrosegregacja prowadzi do topienia się obszarów międzydendrytycznych w znacznie niższych temperaturach od temperatury solidusu, powodując przy tym powstanie kruchości na gorąco. Zmniejszenie mikrosegregacji i kruchości na gorąco można uzyskać przez wyżarzanie ujednorodniające. Mikrosegregacja dotyczy różnic w składzie między częścią środkową i przypowierzchniową wlewka lub odlewu.